# Gonçalo Mendes da Maia
Gonçalo Mendes I da Maia, (fl. 1068–c.1110), foi um aristocrata português.

## Biografia
Gonçalo era filho de Mendo Gonçalves da Maia, senhor da Maia e chefe da família, e da sua esposa, Ledegúndia Soares Velho. Como tal, o seu património não era muito abundante, mas incidia no Entre-Lima-e-Douro.
Começa a confirmar documentação por volta de 1068. Em 1082 confirma uma doação à sé de Braga feita por um senhor, de nome Galindo Alvites, e, em 1085, está em Coimbra junto da corte de Afonso VI de Leão e Castela.

## Matrimónio
Gonçalo desposou em primeiras núpcias, Urraca Teles, e, segundo o Livro de Linhagens do Deão, de quem teve: D.Moninha Gonçalves da Maia que desposou Rodrigo Forjaz de Trastâmara, uma das origens da Família Pereira. De seu segundo casamento, contraído com Leonor Venegas, teve :D.Gontinha Gonçalves da Maia, casada com D.Egas Gomes, Senhor da Casa de Sousa. 

## Cronologias duvidosas
Não há notícias deste notável barão depois de 1110.
Segundo a lenda popular, no dia em que comemorava 91 anos, Gonçalo Mendes estava na frente de uma batalha contra os muçulmanos em Beja, que estava a correr mal para o lado português. De repente, ganhou renovado vigor e, juntando um grupo de combatentes, atacou o inimigo. Este, ao ver um soldado envelhecido atacar com a força de um jovem, julgaram-se perante um acto mágico, o que lhes diminuiu o moral. Assim, um dos maiores líderes muçulmanos decidiu enfrentar Gonçalo Mendes, na esperança de reconquistar o moral das suas tropas. Apesar de gravemente ferido, Gonçalo Mendes conseguiu derrotar o seu adversário, com efeitos demolidores, pois o exército muçulmano, sem líder, desorganizou-se, pelo que as tropas portuguesas conseguiram ganhar a batalha, mas Gonçalo terá sucumbido aos ferimentos. Este ato heroico é ainda hoje celebrado e a cidade da Maia conhecida como a cidade do Lidador.
Da implausibilidade de tal idade conclui-se que de facto existiu um outro membro da família que partilhou o seu nome e patronímico, que terá nascido por volta de 1110, e esse sim, terá provavelmente alcançado a Batalha de São Mamede e a referida lide em Beja.